# لباب‌الالباب
لُباب‌الاَلباب (نوشته شده در حدود ۶۱۸ قمری) نام نخستین کتاب زندگی‌نامه نوشته شده به زبان فارسی است. این کتاب نوشته محمد عوفی است. در این کتاب زندگی‌نامه سُخنوَران ایرانی آورده شده و پیشرو این سبک در ادبیات فارسی است.

## شرح کتاب
این کتاب به شرحِ حال شاعران نامدار ایرانی و نقد آثار آنان می‌پردازد. نقدهای این کتاب اغلب مبهم است و همه نویسندگان و شاعران ایرانی را تحسین می‌کند.
لباب‌الالباب به دو جلد قابل بخش است. جلد نخست دربارهٔ بلندپایگان سخنور و جلد دوم زندگی‌نامه تمام سخنورانی که عوفی توانسته‌است از دوره طاهریان تا زمان خوارزمشاهیان آثاری از آنها بیابد.
اسلوب انشاء آن بر سیاق کتاب‌های عربی یتیمةالدهر ثعالبی و دمیةالقصر باخَرزی و آهنگین و پرآرایه نوشته شده‌است.

## دربارهٔ کتاب
عوفی این کتاب را پس از نقل مکان به هندوستان در آنجا و به نام یکی از وزیران هند نوشت. این کتاب همچنان مورد توجه تذکره نویسان بوده و تذکره مجمع‌الفصحاء نیز بر پایه آن نوشته شده است.

## تاریخچه نشر

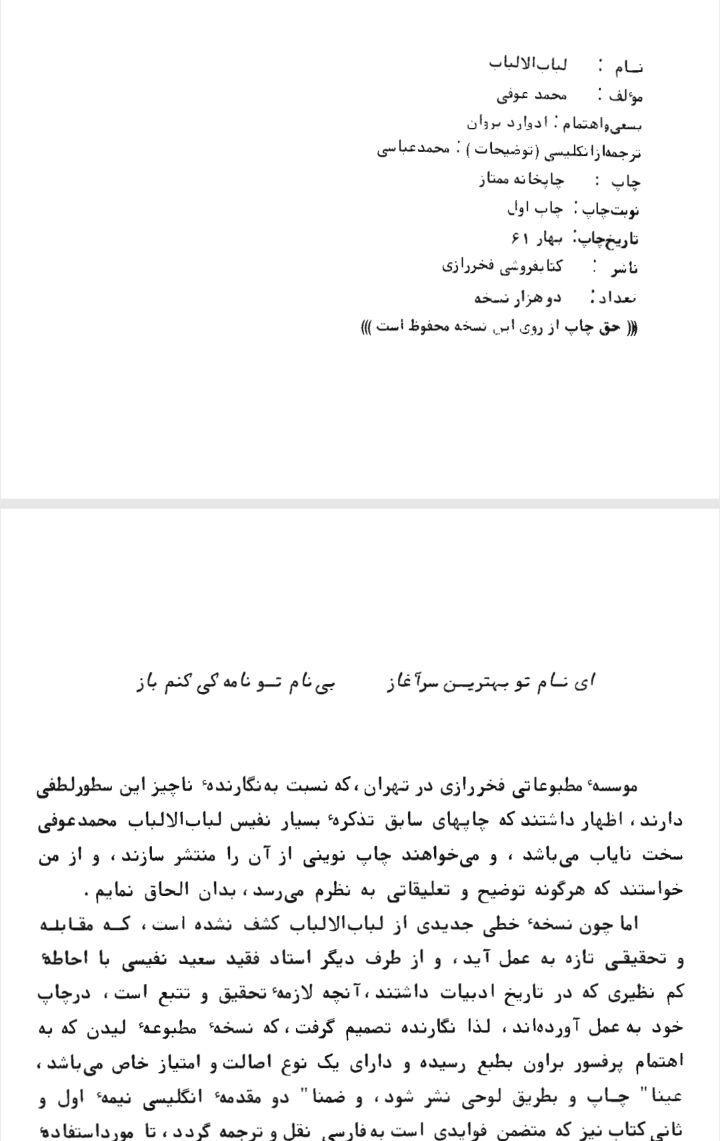
مقدمه کتاب-انتشارات فخر رازی

1. این کتاب از روی چاپ ادوارد براون با مقدمه و تعلیقات محمد قزوینی و سعید نفیسی و ترجمهٔ دیباچهٔ انگلیسی به فارسی توسط محمد عباسی در انتشارات فخر رازی در ۱۳۶۱ چاپ گردیده‌است.
2. این کتاب با تصحیح عزیزالله علیزاده توسط انتشارات فردوس تهران در سال ۱۳۹۱ در ۵۲۰ صفحه همراه با نمایه (شامل فهرستی از موضوع‌ها و واژه‌های مهم، اساسی، نام‌ها) بازنشر شده‌است.